# Sevda Altunoluk
Sevda Altunoluk (1 de abril de 1994) es una deportista turca que compite en golbol. Ganó tres medallas de oro en los Juegos Paralímpicos de Verano entre los años 2016 y 2024.

## Palmarés internacional
| Juegos Paralímpicos | Juegos Paralímpicos     | Juegos Paralímpicos | Juegos Paralímpicos |
| Año                 | Lugar                   | Medalla             | Competición         |
| ------------------- | ----------------------- | ------------------- | ------------------- |
| 2016                | Río de Janeiro (Brasil) | Medalla de oro      | Torneo femenino     |
| 2020                | Tokio (Japón)           | Medalla de oro      | Torneo femenino     |
| 2024                | París (Francia)         | Medalla de oro      | Torneo femenino     |